# Gymnostomatea
Classe
Les Gymnostomatea sont une classe de protistes de l'embranchement des Ciliés (Ciliophora).

## Liste des ordres
Selon GBIF (24 novembre 2022) et Catalogue of Life (24 novembre 2022) :
- Cyclotrichida Jankowski, 1980
- Haptorida Corliss, 1974
- Pleurostomatida Schewiakoff, 1896
- Prorodontida Corliss, 1974
- Pseudoholophryida
- Spathidiida

## Systématique
Le nom valide de ce taxon est Gymnostomatea Bütschli, 1889.